# 查爾瓦科查湖 (皮薩克區)
13°22′16.77″S 71°51′10.48″W / 13.3713250°S 71.8529111°W
查爾瓦科查湖（Lake Challhuacocha），是秘魯的湖泊，位於該國南部庫斯科大區，由卡爾卡省的皮薩克區負責管轄，面積0.01平方公里，該湖泊平均水深5米。